# Bland tomtar och troll
Bland tomtar och troll är en sagosamling som började att ges ut av tidningsmannen Erik Åkerlund. Böckerna har sedan år 1907 getts ut varje jul. De första banden hade illustrationer av först John Bauer och därefter Gustaf Tenggren. 1927–1980 var det Einar Norelius som illustrerade, och efter honom bland andra Hans Arnold under flera år. Bland de många författarna märks Hjalmar Bergman, Margareta Ekström, Gösta Knutsson, Severin Schiöler och Edith Unnerstad. Genom att ta teman från folksagorna ville författarna skriva för samhällets alla barn, vilket var en ny riktning för barnlitteraturen i Sverige.

## Bildgalleri
Ett utdrag av illustrationer ur Bland tomtar och troll.

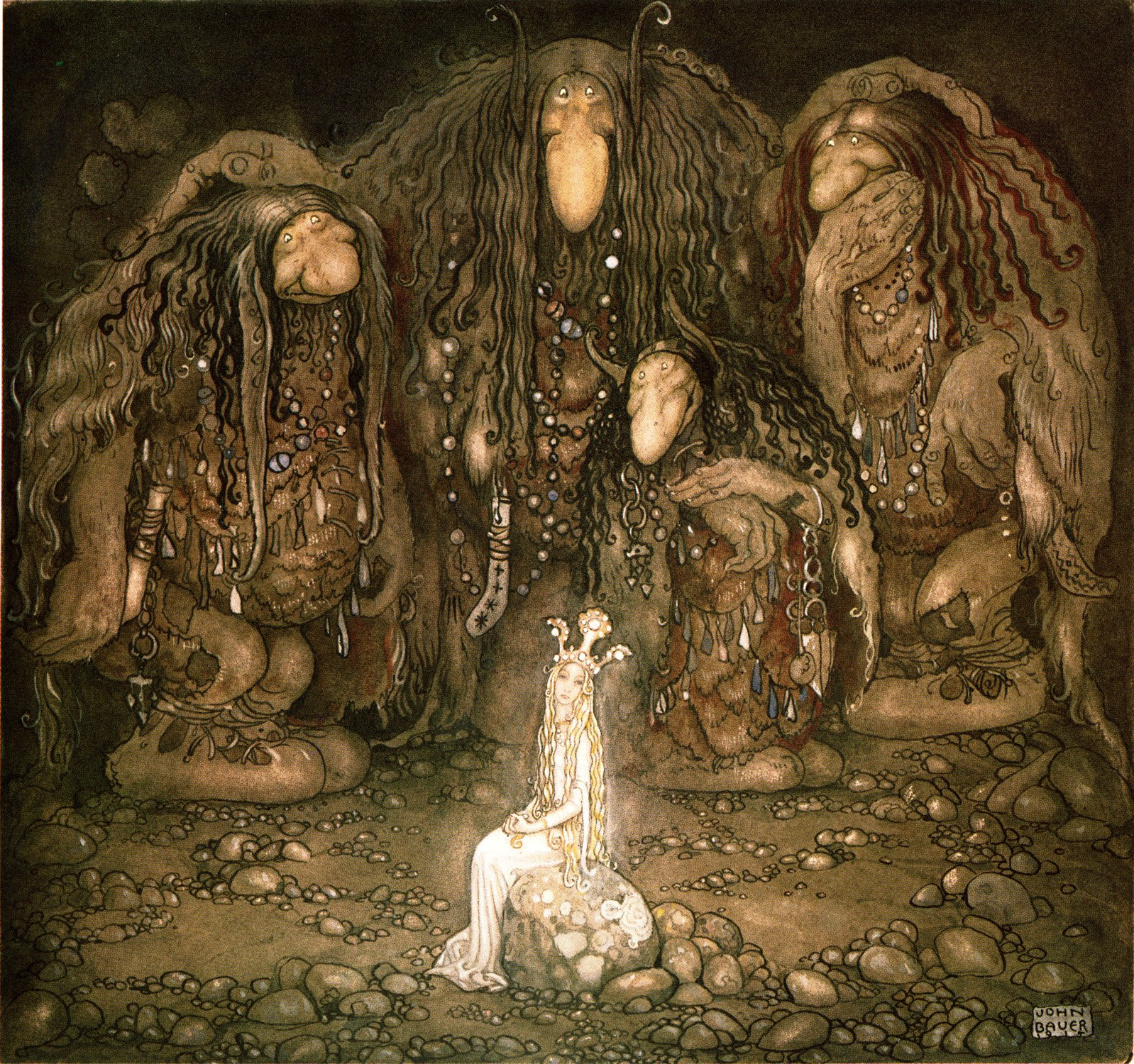
Titta på dem, sade trollmor. Titta på mina söner! Vackrare troll finns inte på denna sidan månen. (John Bauer 1915)
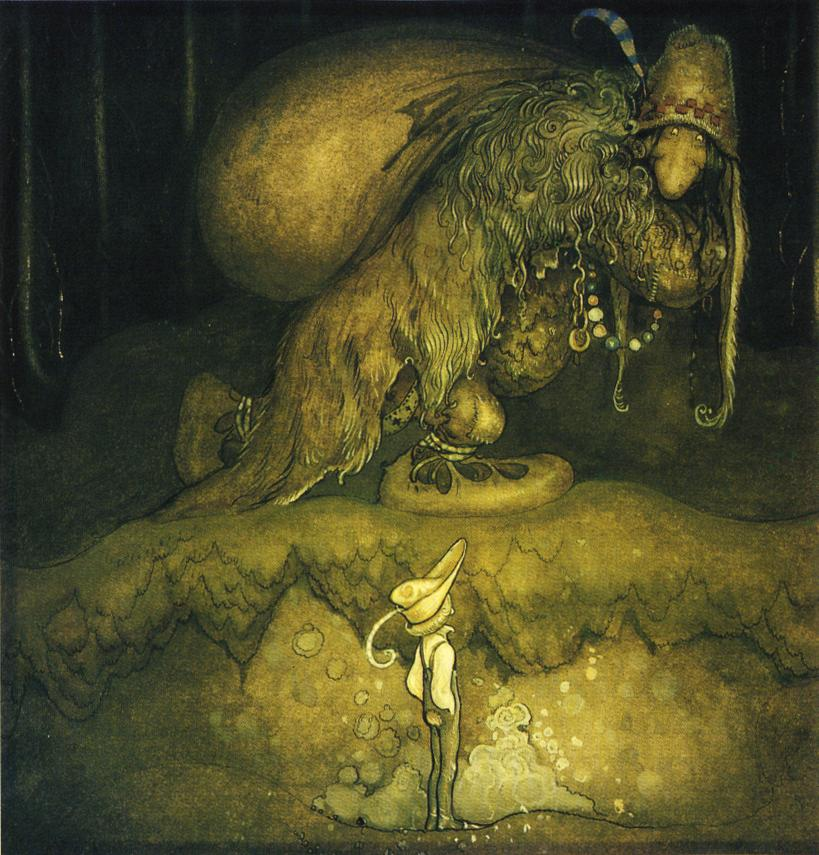
God kväll, farbror! Hälsade pojken. (John Bauer 1915)
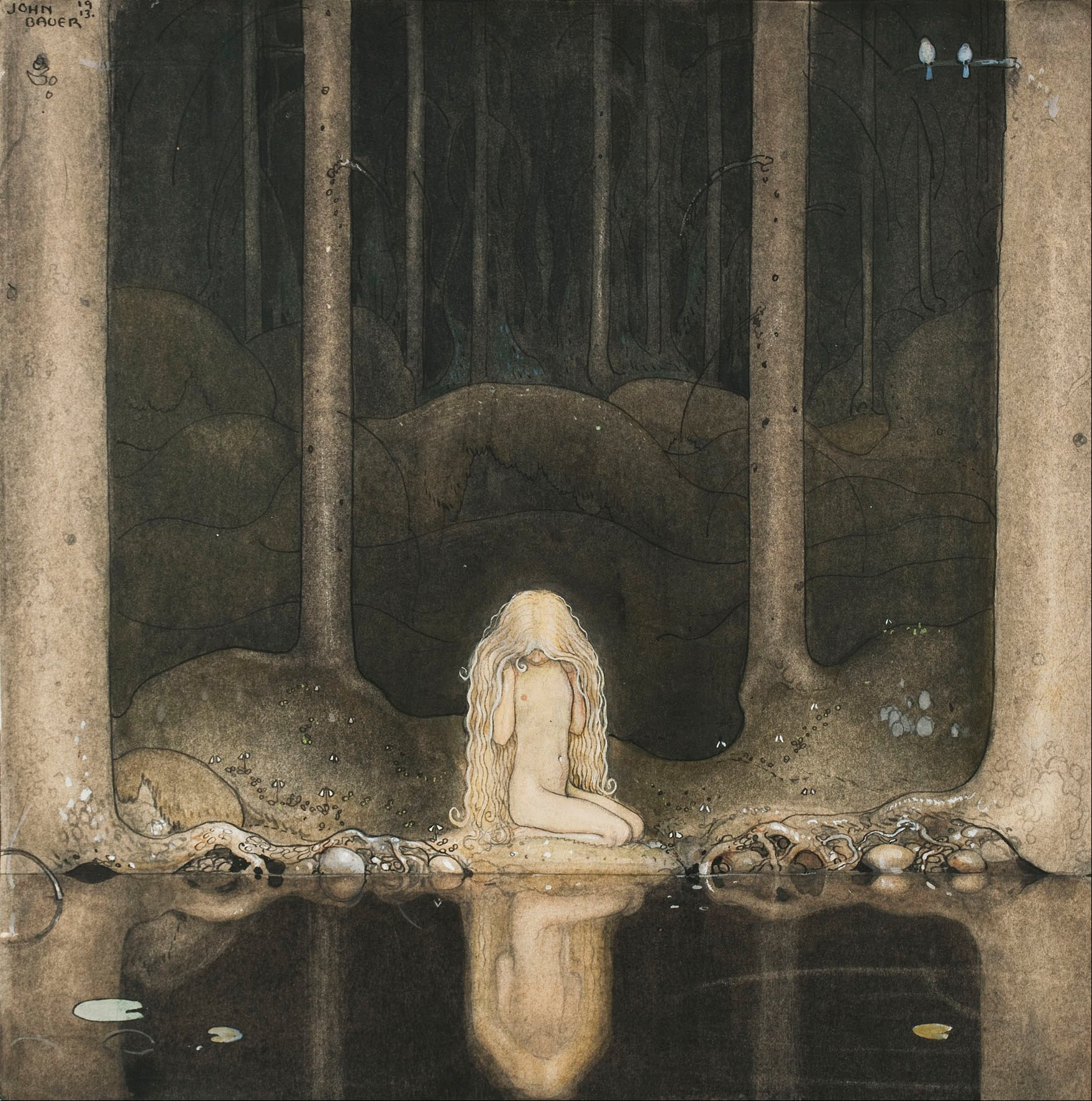
Ännu sitter Tuvstarr kvar och ser ner i vattnet (John Bauer 1913)
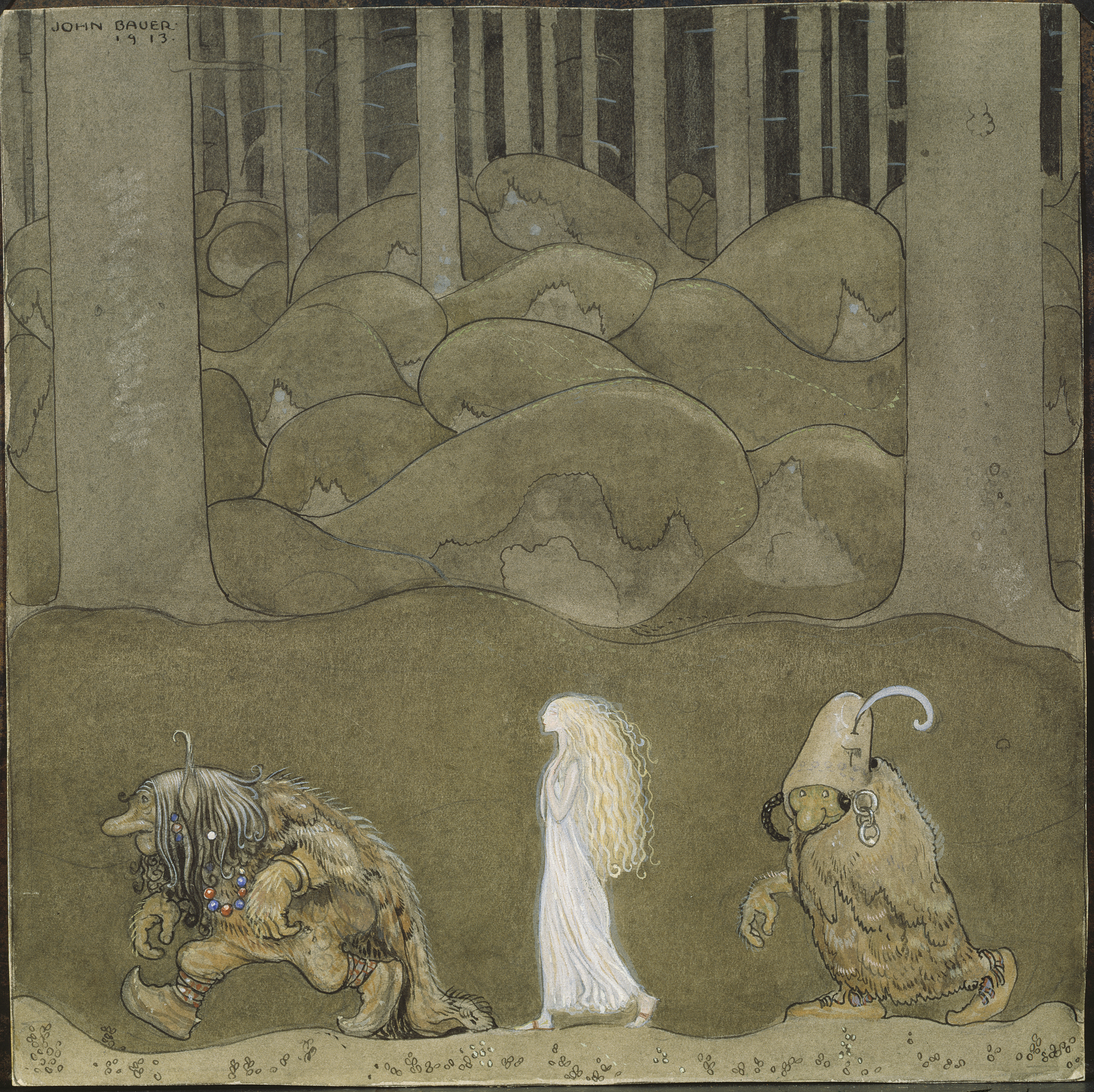
Prinsessan och trollen (John Bauer 1913)